# Hans Haarländer
Hans Haarländer (* 19. April 1918 in Rheinböllerhütte) ist ein deutscher Meteorologe.
Er promovierte 1960. Von 1963 bis 1976 und von 1978 bis 1988 war er Wettermoderator der Nachrichtensendung heute des ZDF.

## Schriften
- 1957: Eine kinematische Methode zur Vorhersage wahrer Luftbahnen mit Beispielen[2]
- 1959: Zum Problem der Verfrachtung radioaktiver Spurenstoffe in der Atmosphäre[3]
- 1960: Beitrag zu einer Theorie stationärer Antizyklonen. ISBN 978-3-88148-053-6[4]

## Privates
Haarländer war Gründungsmitglied der Sektion des Deutschen Alpenvereins in Georgensgmünd.